# Sponson

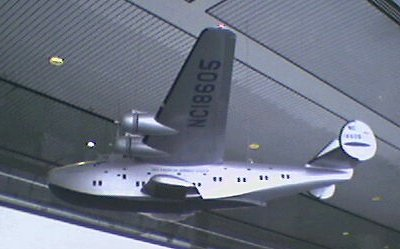
Un modello di un idrovolante di linea Boeing 314. Notare gli sponson ai lati dello scafo.

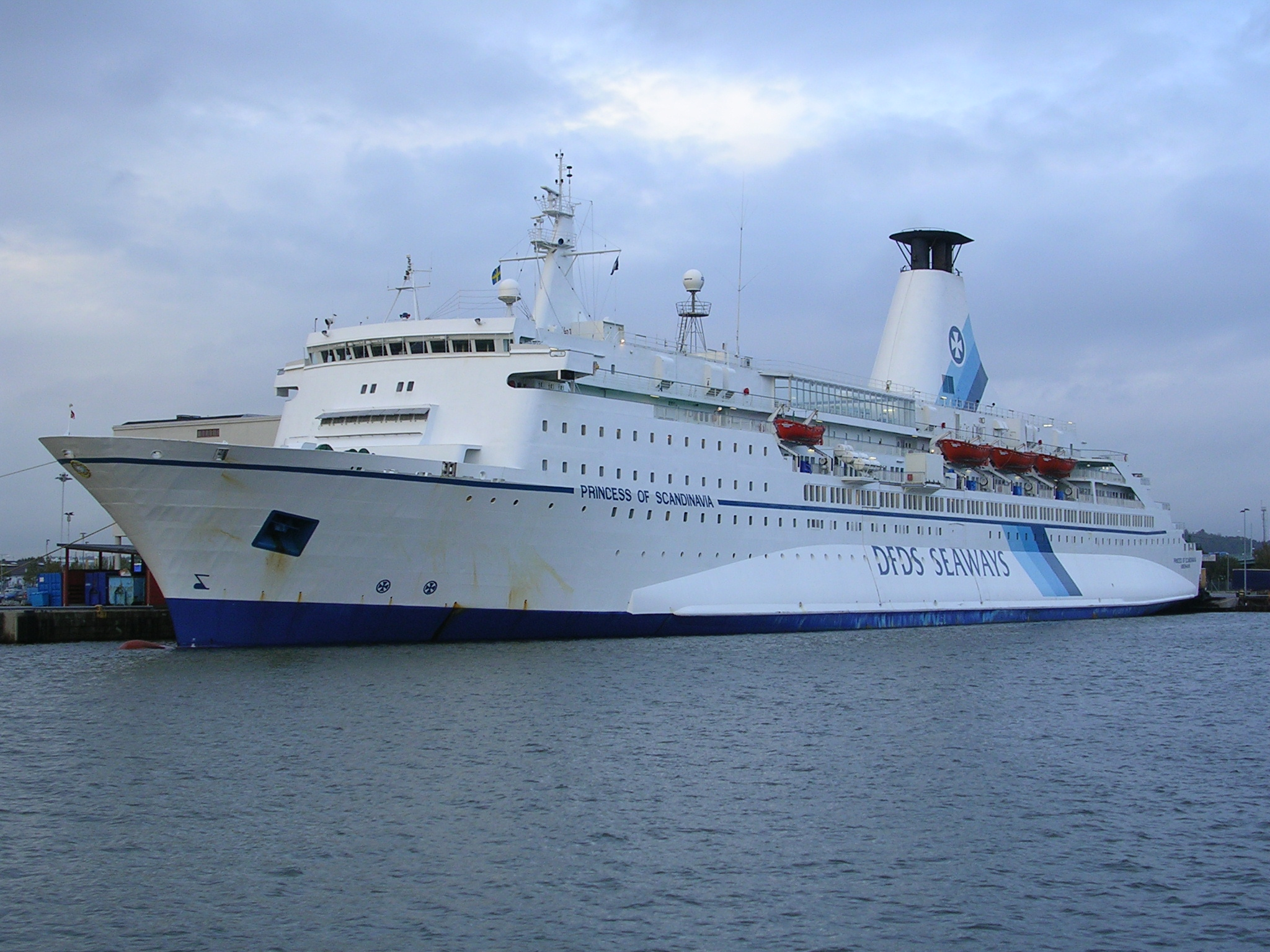
La Cruise Ferry MS Princess of Scandinavia (ora Moby Otta) dove si notano i grandi sponson laterali.

Gli sponson o stabilizzatori sono particolari strutture presenti su alcuni scafi delle navi e sugli aeromobili che hanno necessità di operare sull'acqua come idrovolanti, elicotteri ed aerei anfibi.

## Aeronautica
Si presentano come estensioni laterali di varie dimensioni, posizionate sulla linea di galleggiamento a dritta ed a sinistra dello scafo o della fusoliera degli elicotteri. Nei grandi idrovolanti di linea servivano a diversi scopi: fornivano una ampia piattaforma per stabilizzare il velivolo durante il galleggiamento sull'acqua, fungevano da piattaforma di ingresso per far salire a bordo i passeggeri ed erano spesso strutturati in modo da contribuire, assieme all'ala, alla portanza durante il volo.